# Johann Amman

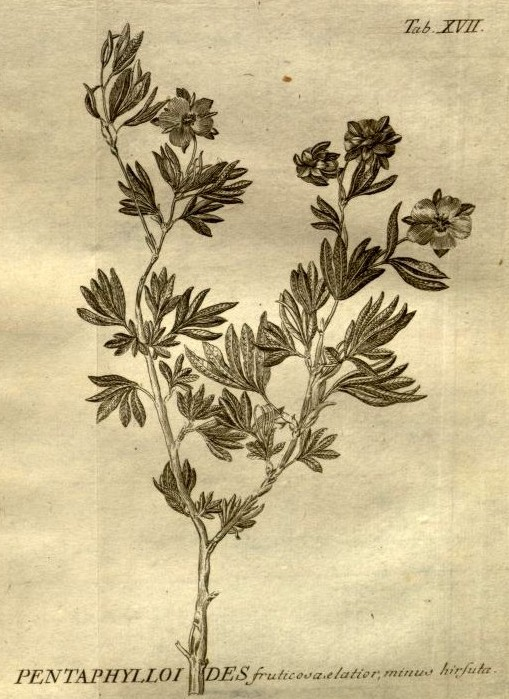
Dasiphora fruticosa (L.) Rydb.
Stirpium Rariorum

Johann Amman, Johannes Amman o Иоганн Амман ( 22 de diciembre de 1707, Schaffhausen-14 de diciembre de 1741, San Petersburgo), fue un botánico suizo-ruso, miembro de la Royal Society y profesor de Botánica de la Academia rusa de las Ciencias en San Petersburgo.
Es conocido por su "Stirpium Rariorum in Imperio Rutheno Sponte Provenientium Icones et Descriptiones" publicado en 1739 con las descripciones de 285 plantas de Europa Oriental y de Rutenia (hoy Ucrania); sus planchas no están firmadas, aunque hay grabada una dedicatoria "Philipp Georg Mattarnovy", un grabador suizo-italiano, Filippo Giorgio Mattarnovi (1716-1742), que trabajó para la Academia de San Petersburgo.
Amman fue estudiante de Herman Boerhaave en Leiden, de donde se gradúa como médico en 1729. Viaja a Schaffhausen en Suiza en 1729 ayuda de Hans Sloane para curar su colección de historia natural. Sloane fue fundador del Jardín botánico de Chelsea y originador del British Museum. Amman va a San Petersburgo por invitación de Johann Georg Gmelin (1709-1755) y pasa a ser miembro de la "Academia rusa de Ciencias", enviando regularmente especímenes interesante, como Gypsophila paniculata, a Sloane. Linneo mantuvo correspondencia con Amman entre 1736 a 1740.
Amman funda el jardín botánico de la Academia de Ciencias en la isla Vasilyevsky, en San Petersburgo, en 1735. En 1739 se casa con Elisabetha Schumacher, hija de Daniel Schumacher, el bibliotecario de la corte en San Petersburgo.

## Honores

### Epónimos
Ammania de la familia de Lythraceae no fue nombrada por Johann Amman, sino por Paul Amman (1634-1691), botánico, fisiólogo y director del Hortus Medicus en la Universidad de Leipzig, y que publicara obras en Materia médica, en 1675.
- (Asteraceae) Aster ammani Lindl. ex DC.[7]

- (Asteraceae) Artemisia ammaniana Besser[8]

- (Fabaceae) Pentaphyllon ammani Ledeb.[9]

- La abreviatura «Amman» se emplea para indicar a Johann Amman como autoridad en la descripción y clasificación científica de los vegetales.[10]